# Adolf von Thadden

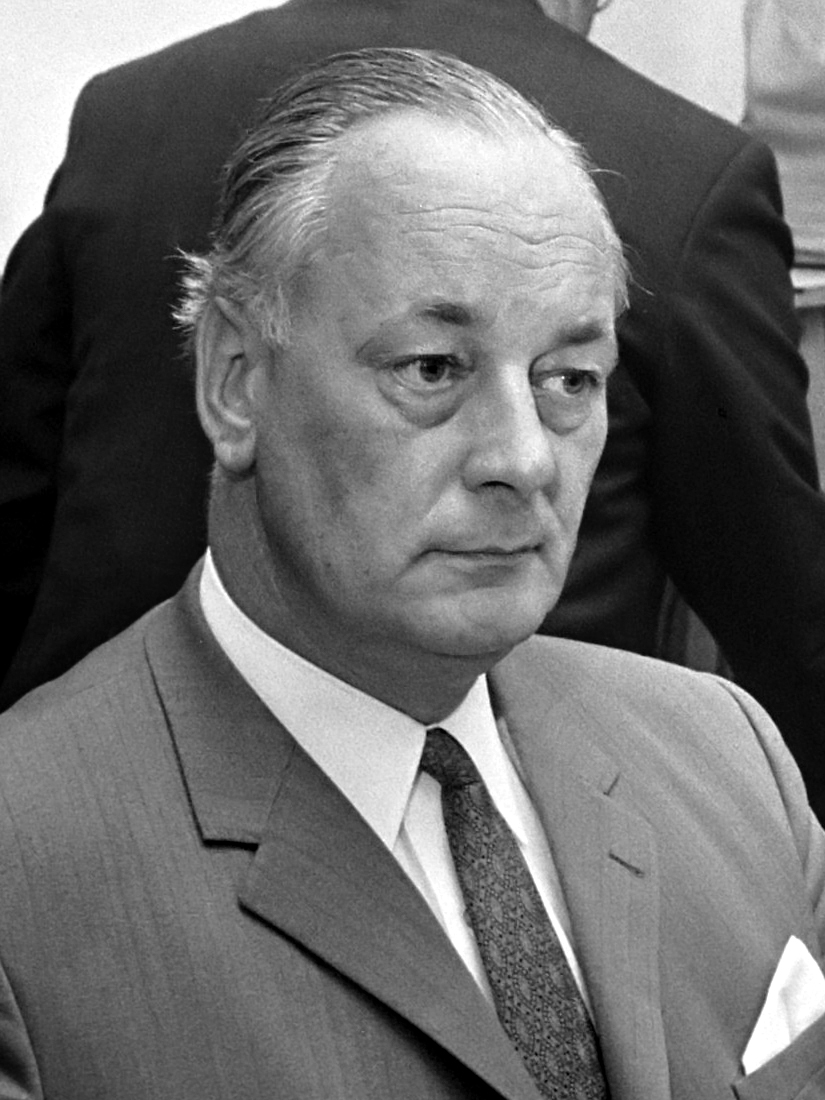
Adolf von Thadden (1969)

Adolf von Thadden (* 7. Juli 1921 auf Gut Trieglaff bei Greifenberg in Pommern; † 16. Juli 1996 in Bad Oeynhausen) war ein deutscher Politiker verschiedener rechtsextremer Parteien. Presseberichte, wonach Thadden von 1969 bis 1971 für den britischen Auslandsgeheimdienst MI6 gearbeitet haben soll, hielten einer Prüfung  nicht stand. 

## Familie
Adolf von Thadden entstammte einem alten pommerschen Adelsgeschlecht und war ein Sohn des mehrfachen Gutsbesitzers Adolf von Thadden (1858–1932), königlich-preußischer Landrat des Landkreises Greifenberg, Mitglied des Provinziallandtags der preußischen Provinz Pommern und Vorsitzender des Verbands pommerscher Landkreise. Seine Mutter, zweite Ehefrau Adolf von Thaddens, Barbara Blank (1895–1972), war Tochter des Studienrats Ludwig Blank und der Mary Hume.
Thadden heiratete am 10. November 1957 in Hannover die Ärztin Edith Lange (1921–2011), die Tochter des Oberregierungsrats und Baurats Otto Lange und der Marie-Luise Hett, mit der er zwei Töchter (Ulrike und Christine) hatte.
Der Familie von Thadden entstammten viele in der Öffentlichkeit tätige Persönlichkeiten. Unter Adolf von Thaddens Geschwistern und deren Nachkommen sind das unter anderem die Halbschwester Elisabeth von Thadden, die 1944 wegen Widerstandes gegen das Nazi-Regime in Berlin-Plötzensee hingerichtet wurde, sein Halbbruder Reinold von Thadden, der Gründer des Deutschen Evangelischen Kirchentages, von Thaddens Schwester, die Schriftstellerin Maria Wellershoff (verheiratet mit dem Schriftsteller Dieter Wellershoff), sowie sein Neffe, der Historiker Rudolf von Thadden, und Reinolds Enkel Johannes von Thadden, ehemaliger Bundesgeschäftsführer der CDU.

## Leben und Beruf
Nach der Volksschule besuchte von Thadden zunächst das Greifenberger Friedrich-Wilhelm-Gymnasium. Später war er Schüler der Baltenschule Misdroy, wo er das Abitur erwarb. Danach absolvierte er eine landwirtschaftliche Lehre. Nach dem Reichsarbeitsdienst wurde er wehrdienstleistender Soldat.
Er nahm im Zweiten Weltkrieg, zuletzt als Oberleutnant und Adjutant einer Sturmgeschützbrigade, an zahlreichen Feldzügen teil und erlitt mehrmals schwere Verwundungen (Goldenes Verwundetenabzeichen, Eisernes Kreuz I. und II. Klasse). Im Jahr 1945 wurde er bei dem Versuch, seine Mutter aus Pommern in die Westzonen zu bringen, in Polen verhaftet. Im November 1946 gelang ihm die Flucht aus der Kriegsgefangenschaft in Polen. 1946/47 war er für die britische Militärregierung landwirtschaftlicher Treuhänder. Er zog 1947 nach Göttingen, wo er von 1948 bis 1960 Ratsmitglied war. Bis 1964 war von Thadden Chefredakteur der DRP-Parteizeitung Reichsruf, von 1965 bis in die erste Hälfte der 1970er Jahre Chefredakteur und Herausgeber des NPD-Parteiorgans Deutsche Nachrichten. Ab 1974 war er als Immobilienkaufmann Repräsentant von Bauträgerfirmen, ab 1975 Chefredakteur der von ihm in Rosenheim herausgegebenen Deutschen Wochenzeitung für Politik, Kultur und Wirtschaft.
Nach dem Tod von Thaddens, der in Ronnenberg lebte, wurde behauptet, dass er Informant des britischen Geheimdiensts MI6 gewesen sei, auch während seiner gesamten Zeit als Bundesvorsitzender der NPD. Die Deutsche Presseagentur dpa erklärte 2023 in einem Faktencheck diese Aussagen für nicht belegt. Dort heißt es unter anderem: „Auch im Deutschen Bundestag konnte eine Zusammenarbeit zwischen dem ehemaligen NPD-Vorsitzenden und dem britischen Geheimdienst nicht belegt werden. 2013 stellte der damalige Kanzleramts-Staatssekretär Klaus-Dieter Fritsche auf eine Anfrage des Grünen-Abgeordneten Hans-Christian Ströbele klar, dass ‚keine konkreten Hinweise auf eine Zusammenarbeit Adolf von Thaddens mit dem MI6' erbracht werden könnten. Es gebe lediglich ‚vage Hinweise für eine mögliche Zusammenarbeit mit dem britischen Dienst‘“.

## Parteipolitische Karriere
Zum 1. September 1939 trat er in die NSDAP ein (Mitgliedsnummer 7.155.873). Nach dem Zweiten Weltkrieg, von 1947 bis 1964 war von Thadden Mitglied der (konservativen) Deutschen Rechtspartei (DKP-DRP), zu deren Führungspersonal er bald zählte. An den Verhandlungen der DKP-DRP mit der Deutschen Partei und der hessischen Nationaldemokratischen Partei am 1. Juli 1949 über einen gemeinsamen Wahlantritt zur Bundestagswahl 1949 nahm von Thadden für seine Partei gemeinsam mit Wilhelm Jaeger, Eldor Borck, Ludwig Schwecht, Lothar Steuer und Leonhard Schlüter teil. Obwohl die Pläne recht weit gediehen waren, scheiterten sie schließlich. Grund war die Erklärung der britischen Militärregierung, eine Fusionspartei werde keine Lizenz erhalten und könne somit nicht zur Wahl antreten.
Er betrieb maßgeblich die Fusion des niedersächsischen DKP-DRP-Landesverbandes mit der Nationaldemokratischen Partei zur Deutschen Reichspartei (1950). Im März 1952 beantragte er mit Heinz Frommhold die Aufnahme in die FDP. Auf Druck des linken Parteiflügels vertagte der FDP-Bundesvorstand am 26. März 1952 jedoch die Entscheidung über den Aufnahmeantrag. Von Thadden zog – ebenso wie Frommhold – den Antrag daraufhin zurück. 1961 wurde er als Nachfolger Heinrich Kunstmanns Vorsitzender der Deutschen Reichspartei (DRP).

### Gründung der NPD, Aufstieg und Ausstieg
Im Jahr 1964 gründete von Thadden gemeinsam mit Fritz Thielen (Deutsche Partei), Wilhelm Gutmann (GDP), Heinrich Fassbender (DNVP) und anderen die Nationaldemokratische Partei Deutschlands (NPD) als Sammlungspartei nationaler bzw. rechtsextremer Politiker. Am 11. November 1967 wurde er zum Bundesvorsitzenden der NPD gewählt. 1969 scheiterte er als Spitzenkandidat der NPD mit 4,3 % knapp am Einzug in den Deutschen Bundestag.
Unter von Thadden verfolgte die NPD einen betont rechtskonservativen und antikommunistischen Kurs. Mit dem Scheitern der überparteilichen Aktion Widerstand 1970, die sich gegen die Ostpolitik von Willy Brandt wandte, drängten die Radikalen innerhalb der NPD auf gewalttätige Aktionen im Stile der linken APO. Im Umfeld der NPD tauchten erste bewaffnete Gruppen auf. Auf dem Holzmindener Parteitag 1971 trat Adolf von Thadden deshalb zurück, unterstützte aber die Wahl seines Nachfolgers Martin Mußgnug. In seiner Rücktrittsrede klagte Thadden über Flügelkämpfe, Niedertracht und Handgreiflichkeiten innerhalb der Partei. Er schilderte die Resignation der „vernünftigen Mitglieder“ und kritisierte die Aktivisten, die Gewalt als Instrument der Politik akzeptierten. Die NPD sei in einem „Zustand der faktischen Nicht-Mehr-Führbarkeit“. „Für einen Tanz auf einem Vulkan irrationaler Unvernunft“ sei er „weder geeignet noch bereit“. 1975 verließ von Thadden die NPD endgültig aus Verärgerung über die Wahl von Gerhard Frey in den Bundesvorstand der NPD. Thaddens Ausstieg aus der NPD wurde als endgültiges Scheitern des legalistischen Kurses der Parteispitze bewertet. In einem Interview mit der Wochenzeitung Junge Freiheit bekräftigte Thadden 1994: „Die heutige NPD hat nichts mehr zu tun mit der NPD der sechziger Jahre, also der Zeit, als ich Parteivorsitzender war.“

### Positionen
Thadden wandte sich seit den 1950er Jahren gegen die beginnenden Ansätze, die NS-Vergangenheit zu bewältigen. Er polemisierte gegen „das lärmende Auftreten der berufsmäßigen Philosemiten in Deutschland“, von denen er behauptete, sie würden die Deutschen pauschal als eine „Sammlung von Bösewichten“ hinstellen. Diese Äußerungen waren durchzogen von offenem Antisemitismus: So relativierte er die Opferzahlen des Holocaust, behauptete, das Tagebuch der Anne Frank wäre eine Fälschung und behauptete, am Anwachsen des Antisemitismus nach dem Ersten Weltkrieg wären „die Juden“ selber schuld. Ab den 1970er Jahren legte er eine Reihe geschichtsrevisionistischer Werke vor, in denen er etwa den Luftangriff auf Guernica von 1937 als „Gräuelpropaganda“ abtat, und Adolf Hitler als einen „Verwandler der Welt“ sowie den ehemaligen Jagdflieger Hans-Ulrich Rudel als „Helden des Zweiten Weltkrieges“ lobte.

## Abgeordneter
1948 errang von Thadden für die DKP-DRP bei den Kommunalwahlen in Göttingen 10,8 % der Stimmen und wurde Ratsherr (bis 1958). 1949 wurde er 28-jährig zweitjüngster Abgeordneter des ersten Deutschen Bundestages (bis 1953).
Vom 6. Mai 1955 bis 5. Mai 1959 (3. Wahlperiode) saß er für die DRP im Niedersächsischen Landtag, vom 6. Juni 1967 bis 20. Juni 1970 (6. Wahlperiode) für die NPD. Am 6. Juni 1967 übernahm von Thadden den Vorsitz der Landtagsfraktion der NPD, den er bis zum 30. Juni 1968 behielt. Vom 21. Januar 1970 bis 20. Juni 1970 war er stellvertretender Fraktionsvorsitzender.

## Öffentliche Ämter
1952/53 war von Thadden stellvertretender Oberbürgermeister von Göttingen, bis 1958 Senator der Stadt.

## Belege
1. ↑  Kölner Stadt-Anzeiger: Der braune Schlapphut; The Guardian: Neo-Nazi leader ‘was MI6 agent’, 13. August 2002; Deutscher Bundestag, 17. Wahlperiode: Drucksache 17/13394 – Schriftliche Fragen mit den in der Woche vom 6. Mai 2013 eingegangenen Antworten der Bundesregierung, S. 24 (zurückhaltender).
2. ↑  dpa-factchecking: NPD wurde von deutschen Rechtsextremisten gegründet vom 12. Mai 2023
3. ↑  Bundesarchiv R 9361-IX KARTEI/44320456
4. ↑  Horst W. Schmollinger: Deutsche Konservative Partei – Deutsche Rechtspartei. In: Richard Stöss (Hrsg.): Parteien-Handbuch, Bd. 4: NDP bis WAV, Westdeutscher Verlag, Opladen 1986, S. 1002 f.
5. ↑  Brauers: Die FDP in Hamburg 1945 bis 1953, S. 556 ff.
6. 1 2  Toralf Staud: Moderne Nazis, Die neuen Rechten und der Aufstieg der NPD. Kiepenheuer & Witsch, 2007, S. 37.
7. ↑  Fabian Weber: Armin Mohler, die Neue Rechte und der Antisemitismus 1950 bis 1995. In: Vierteljahrshefte für Zeitgeschichte 73, Heft 2 (2025), S. 251–289, hier S. 262.
8. ↑  Werner Treß: Adolf von Thadden. In: Wolfgang Benz (Hrsg.): Handbuch des Antisemitismus. Judenfeindschaft in Geschichte und Gegenwart Band 2: Personen De Gruyter Saur, Berlin 2009, ISBN 978-3-598-44159-2, S. 822–824.

| Personendaten    | Personendaten                        |
| ---------------- | ------------------------------------ |
| NAME             | Thadden, Adolf von                   |
| KURZBESCHREIBUNG | deutscher Politiker (NPD), MdB, MdL  |
| GEBURTSDATUM     | 7. Juli 1921                         |
| GEBURTSORT       | Trieglaff bei Greifenberg in Pommern |
| STERBEDATUM      | 16. Juli 1996                        |
| STERBEORT        | Bad Oeynhausen                       |